# Neosergipea
Neosergipea is een geslacht van schimmels in de familie Roccellaceae.

## Soorten
Volgens Index Fungorum telt het geslacht vier soorten (peildatum april 2022):
| Soortnaam                  | Auteur(s)                                                    | Publicatiejaar |
| -------------------------- | ------------------------------------------------------------ | -------------- |
| Neosergipea aurata         | (M. Cáceres, Ertz & Aptroot) Lücking, M.C. Gut. & B. Moncada | 2016           |
| Neosergipea bicolor        | Aptroot & M. Cáceres                                         | 2017           |
| Neosergipea hyphosa        | Aptroot & M. Cáceres                                         | 2017           |
| Neosergipea septoconidiata | Aptroot & M. Cáceres                                         | 2017           |